# کوکو (غذا)

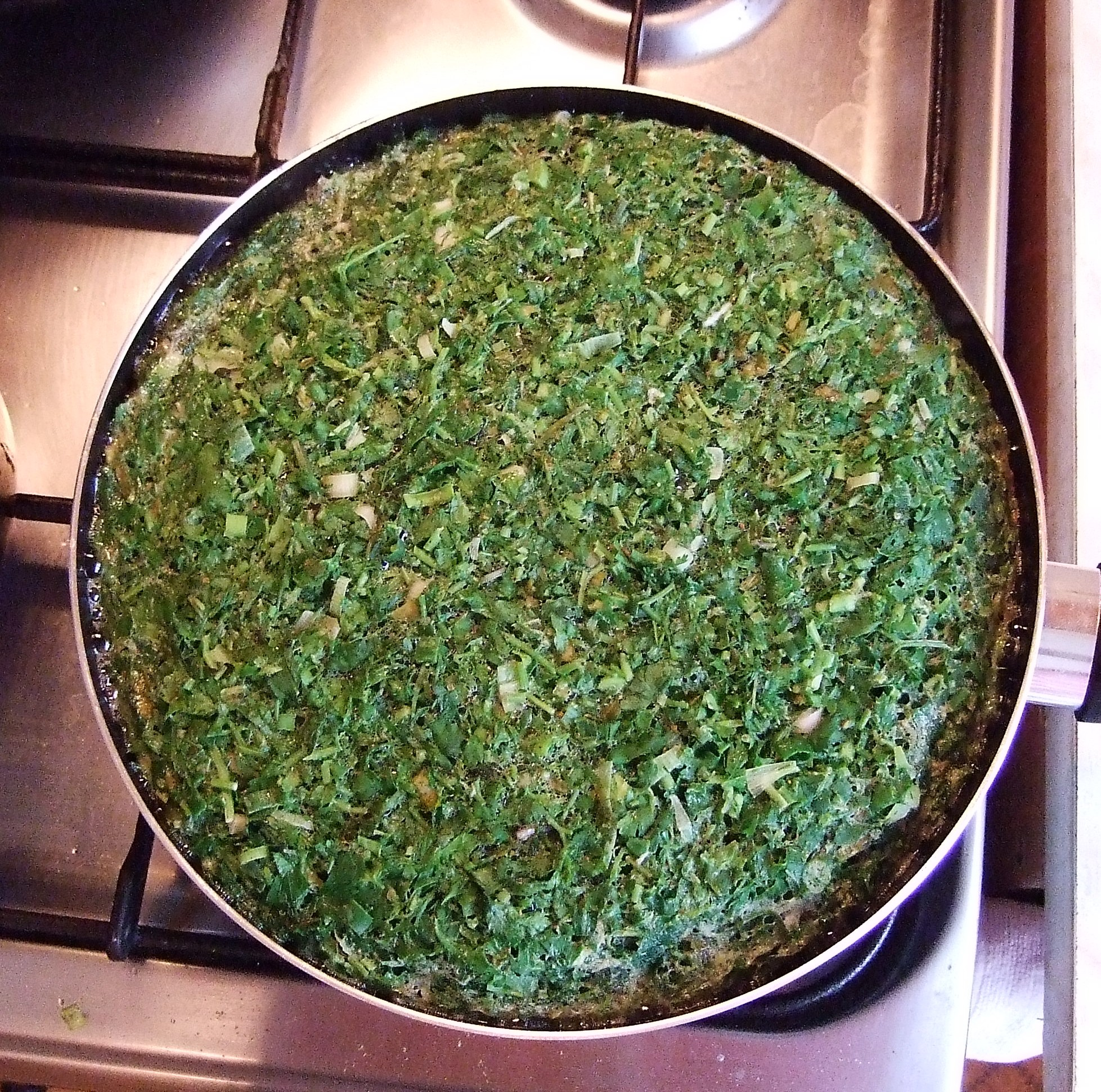
کوکو از غذاهای معروف آشپزی ایرانی است. در فرهنگ دهخدا در تعریف خبیص البیض به نقل از تحفه حکیم مؤمن اثر محمد مؤمن حسینی دیلمی تنکابنی طبیب ابن محمد زمان دیلمی تنکابنی طبیب شاه سلیمان صفوی که در سال ۱۰۸۰ ه‍.ق به فارسی نگاشته شد

کوکو از غذاهای معروف آشپزی ایرانی است. در فرهنگ دهخدا در تعریف خبیص البیض به نقل از تحفه حکیم مؤمن می‌خوانیم: «خبیص البیض را به‌فارسی خاگینه گویند و با سبزیها کوکو نامند کثیرالغذا و دیرهضم و مُسَدِّد و مُوَلِد خلط غلیظ و با دارچین و خولنجان و ادویهٔ باهیه مقوی باه است.» ماده اصلی کوکو تخم مرغ است و در طبخ انواع مختلف این غذا از سبزی، پیاز، سیر، فلفل دلمه‌ای، قارچ، سیب زمینی و ادویه استفاده می‌شود. کوکو را به صور و اشکال گوناگون می‌پزند.
انواع کوکو به‌صورت غذای گرم و سرد ارائه می‌شود.

## انواع کوکو
* کوکو سبزی
- کوکو والک
- کوکو سیب‌زمینی
- کوکو تره
- کوکو لوبیا سبز